# النهضة البنغالية

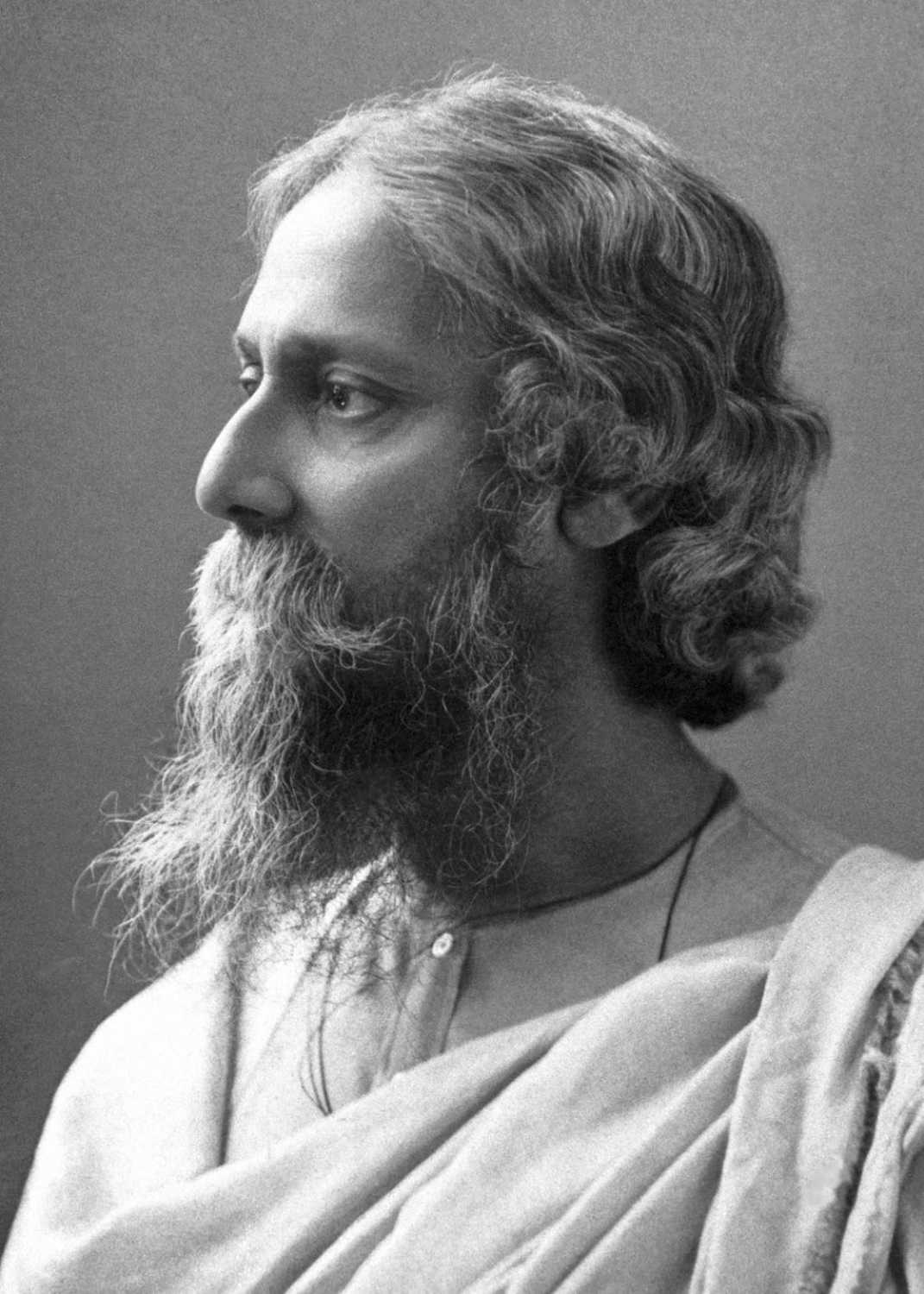

النهضة البنغالية أو نهضة البنغال (بالإنجليزية Bengali Renaissance، بالبنغالية: বাংলার নবজাগরণ; Banglār Nobojāgoroṇ) هي حركة ثقافية اجتماعية فكرية فنية في منطقة البنغال الواقعة في الجزء الشرقي من شبه القارة الهندية. برزت هذه الحركة خلال فترة الإمبراطورية الهندية البريطانية (الراج البريطاني) التي هيمنت فيها الشعوب البنغالية، وامتدت من القرن التاسع عشر إلى أوائل القرن العشرين.
يبين المؤرخ نيتيش سينغوبتا أن نهضة البنغال بدأت منذ عهد الراجا رام موهان روي (1772-1833) مرورًا بعهد روبندرونات طاغور (1861-1941)، ووفقًا للمؤرخ سوميت ساركر، نُظر إلى المصلحين الاجتماعيين الدينيين والعلماء وكبار الأدباء والصحفيين والخطباء الوطنيين والعلماء في البنغال بعين الاحترام والحنين إلى الماضي في أوائل ومنتصف القرن العشرين.
ولكن في بداية سبعينيات القرن العشرين، ظهرت نظرة أكثر انتقادًا، إذ كتب ساركر: «استطاع القليل من العلماء المهمين إنكار فشل البنغال في القرن التاسع عشر في الوصول إلى النموذج الإيطالي البدئي المزعوم»، ورغم أن «البنغاليين متوسطي مستوى التعليم» استمروا بتعظيم النهضة البنغالية في عام 1990، توقف «المفكرون الذين يعتبرون أنفسهم راديكاليين وخبراء» عن تمجيد هذه الفترة.

## خلفية
خلال هذه الفترة، شهدت البنغال يقظةً مشابهةً بشكل ما للنهضة الأوروبية خلال القرن السادس عشر، رغم أن الأوروبيين في ذاك العصر لم يواجهوا التحديات والتأثيرات الاستعمارية. شككت هذه الحركة في الأرثوذكسية القائمة في تلك الفترة، خاصةً فيما يتعلق بالمرأة والزواج ونظام المهر ونظام الطوائف الإثنية والدين.
كانت حركة البنغاليين الشباب إحدى أولى الحركات الاجتماعية التي ظهرت خلال هذه الفترة، وقد اعتنقت العقلانية والإلحاد باعتبارهما قواسم مشتركة في السلوك الأديب بين الهندوس المتعلمين من الطبقات العليا.
تطورت حركة براهمو ساماج الدينية الاجتماعية المشابهة لحركة البنغاليين الشباب خلال هذه الفترة، ويُعتبر العديد من قادة نهضة البنغال تابعين لها، ولكن في العهد الاستعماري الإقطاعي لم تستطع حركة براهمو ساماج، كما هو حال بقية الجماعات في السنين السابقة، أن يكوّنوا تصورًا عن الهند الحرة كونها متأثرةً بالتنوير الأوروبي (والمبشرين به في الهند، أو ما يدعى الراج البريطاني) رغم أنها تركت جذورها الفكرية في الأبانيشادات.
ورغم خلوها من ممارسات معينة مثل طقوس الستي والزواج التعددي اللذين تسللا إلى النواحي الاجتماعية في الحياة الهندوسية، كانت نسختهم من الهندوسية، أو بالأحرى النسخة العالمية (التي تشابه نسخة راماكريشنا)، تمثل إيمانًا توحيديَا صارمًا لا شخصيًا يتميز بوضوح عن الطبيعة التعددية متعددة الأوجه التي تُمارس بها الديانات الهندية.
اتبع القادة المستقبليون أمثال كيشاب شندر سن المسيح بقدر اتباعهم لبراهما وكريشنا وغوتاما بودا (بوذا). زعم بعض العلماء أن حركة براهمو ساماج لم تنل دعم الجماهير واقتصرت على نخبة المجتمع، رغم أن المجتمع الهندوسي تقبل معظم برامج الإصلاح الاجتماعي التي قدمتها هذه الحركة. يجب الاعتراف أيضًا أن العديد من أتباعها اللاحقين كانوا قادةً في حركة الاستقلال الهندية.
شهدت فترة النهضة بعد ثورة الهند سنة 1857 انفجارًا هائلًا في الأدب البنغالي. كان رام موهان روي وإسوار شاندرا فيدياساغار رواد الأدب في تلك الفترة، بينما قام آخرون مثل تشاتوبادهيايا تشاترجي (بانكيم شاندرا تشارتجي) بإغنائه والإضافة عليه. شكلت كتابات بانكيم شاندرا تشارتجي أول منعطف قومي في النهضة البنغالية، وكان ساراتشاندرا تشارتجي من الكتاب اللاحقين الذين طرحوا نقاشات واسعةً عن المشاكل الاجتماعية وأشكالًا أكثر تداولًا من اللغة البنغالية في الاتجاه السائد للأدب في تلك الفترة.
كانت عائلة طاغور، الذين ينتمي إليهم روبندرونات طاغور، قادةً لهذه الفترة، وأبدوا اهتمامًا خاصًا في الإصلاح التعليمي، وساهموا في نهضة البنغال من أوجه عديدة، وارتبط عدة أفراد من العائلة بحركة النهضة، بمن فيهم أبانين دراناث طاغور وغاغانين دراناث طاغور وجيوتيرين دراناث طاغور وآسيت كومار هالدر وجناناد أنانديني ديفي.